# Gaspar Rosés
Gaspar Rosés i Arús (ur. w XIX w, zm. 24 września 1932 w Ribes de Freser) – hiszpański działacz sportowy i polityk. Był prezesem katalońskiego klubu piłkarskiego FC Barcelona w latach 1916–1917, 1920–1921 oraz 1930–1931. Jako jeden z nielicznych prezesów klubu, był na tym stanowisku trzy razy.
Został wybrany radnym Rady Miasta Barcelony dla dystryktu VI w wyborach lokalnych w 1911 roku. Był członkiem Ateneu Barcelonès i Societat Econòmica Barcelonesa d'Amics del País.
Był członkiem partii Lliga Regionalista w Arenys de Mar w wyborach parlamentarnych w Hiszpanii w 1918, członkiem Rady Prowincji w Barcelonie w 1921 roku. Protokoły pierwszego zarządu, któremu przewodniczył od 1 lipca 1916 były pierwszymi napisanymi w języku katalońskim w historii FC Barcelona, kiedy to rozpoczął on instytucjonalną katalizację klubu, z kilkoma działaniami pod jego mandatem. Podczas jego trzeciej kadencji na stanowisku prezesa założyciel klubu Joan Gamper popełnił samobójstwo. Był także prezesem Katalońskiej Federacji Piłki Nożnej. Zginął w wypadku samochodowym.
Jego żoną była Maria Reverter z którą miał córkę.